# Hyalopterus amygdali
Hyalopterus amygdali är en insektsart. Hyalopterus amygdali ingår i släktet Hyalopterus och familjen långrörsbladlöss. Inga underarter finns listade i Catalogue of Life.